# Stazione di Une
La stazione di Une (有年駅?, Une-eki) è una stazione ferroviaria della città di Akō, nella prefettura di Hyōgo in Giappone. Si trova sulla linea principale Sanyō, ed è servita dai treni locali e rapidi.

## Linee e servizi
JR West
■ Linea principale Sanyō

## Caratteristiche
La stazione è dotata di un marciapiede laterale e uno a isola centrale con tre binari in superficie, di cui solo l'1 e il 2 sono utilizzati. Fermano in media circa 2 treni all'ora durante il giorno.
| 1 | ■ Linea principale Sanyō |                    | per Kamigōri e Okayama   |
| 2 | ■ Linea principale Sanyō |                    | per Himeji, Kōbe e Osaka |
| 1 | binario non in uso       | binario non in uso |                          |

## Stazioni adiacenti
| «                      | Servizio               | »                      |
| Linea principale Sanyō | Linea principale Sanyō | Linea principale Sanyō |
| ---------------------- | ---------------------- | ---------------------- |
| Aioi                   | Locale Rapido Speciale | Kamigōri               |